# Huun-Huur-Tu
Huun-Huur-Tu (Toevaans: Хүн Хүртү, geromaniseerd: Hün Hürtü, [ˌxyn xyrˈty]; Russisch: Хуун-Хуур-Ту, [ˌxuːn xuːr ˈtʊ]; Chinees: 恒哈图; pinyin: Hénghātú) is een muziekgroep uit Toeva, een Russische federatieve republiek aan de grens tussen Mongolië en Rusland. Hun muziek kenmerkt zich als een hedendaagse presentatie van traditionele keelzang of boventoonzang, een techniek waarbij een zanger op een moment meerdere tonen tegelijkertijd kan produceren. De boventoon klinkt misschien als de wind, een fluit of vogel, maar is uitsluitend het product van de menselijke stem.
Er worden verschillende stijlen van boventoonzang gebruikt: sygyt: vrij hoge fluit-achtige tonen, khöömei: middenhoge tonen, de meest populaire stijl, kargyraa: lage, bijna grommende tonen en borbangnadyr: rollende tonen, als een triller. De groep gebruikt voornamelijk inheemse muziekinstrumenten uit Toeva, zoals de igil (een tweesnarige vedel, de muzikale personificatie van het paard door het gebruik van paardenhaar, paardenhuid, paardendarm, bekroond met een symbolische paardenkop), chanzy (een driesnarige boog met houten paardenkop), "ratel" (een percussie-instrument gemaakt van stierentestikel en de enkelbeentjes van een schaap), byzaanchy (soort viool), khomus (Toevaanse kaakharp), doshpuluur (soort driesnarige luit), "tuyug" (paardenhoeven) en "dünggür" (sjamanendrum).
In de afgelopen jaren is de groep echter begonnen met het selectief opnemen van westerse instrumenten, zoals de gitaar. Huun-Huur-Tu wil met hun muziek de muzikale erfenis bewaren en tevens de muzikale traditie door vernieuwing doen evolueren.

## Geschiedenis
Het khöömei-kwartet Kunggurtug (Toevaans [ˈkuŋ.ɡur.tuk]) werd in 1992 opgericht door Kaigal-ool Khovalyg, de broers Alexander en Sayan Bapa en Albert Kuvezin. Khovalyg was sinds 1979 betrokken bij de khöömei-scene. Niet lang daarna veranderde de groep haar naam in Huun-Huur-Tu, wat "zonnestralen" betekent (letterlijk "zonnepropeller"). Ze speelden traditionele Toevaanse volksliederen, vaak begeleid met beelden van de Toevaanse steppe of paarden.
Het ensemble bracht in 1993 hun eerste album uit, 60 Horses In My Herd. Het album werd opgenomen in studio's in Londen en Mill Valley, Californië. Tegen de tijd dat de opnamen voor het vervolgalbum begonnen, had Kuvezin de groep verlaten om het meer op rock georiënteerde Yat-Kha te vormen. Kuvezin werd vervangen door Anatoli Kuular, die eerder met Khovalyg en Kongar-ol Ondar had gewerkt als onderdeel van het Toeva Ensemble. De nieuwe bezetting nam het album The Orphan's Lament op in New York en Moskou en bracht het uit in 1994.
In 1995 verliet Alexander Bapa, die de eerste twee albums had geproduceerd, de groep om fulltime producer te worden. Hij werd vervangen door Alexei Saryglar, voorheen lid van het Russische staatsensemble Siberian Souvenir. Een derde album, If I'd Been Born An Eagle, opgenomen in Nederland, volgde in 1997. Deze keer bracht de groep, naast de traditionele volksmuziek, wat meer eigentijdse Toevaanse liederen uit de tweede helft van de 20e eeuw.
Begin 1999 bracht de groep haar vierde album, Where Young Grass Grows, uit. Voor het eerst kwamen er op een Huun-Huur-Tu-album niet-Toevaanse-instrumenten (behalve de gitaar) aan bod, waaronder harp, tabla, Schotse smallpipe (uitgevoerd door Martyn Bennett) en synthesizer. Het album bevat ook twee fragmenten van opnames gemaakt van Kaigal-ool en Anatoli-zang tijdens het paardrijden op de Toevaanse graslanden.
Huun-Huur-Tu nam deel aan het BBC Music Live 2000 event, waar ze in het Snape Maltings concert gebouw de openings- en slotliedjes verzorgden van een live-uitzending. Het jaar daarop bracht de groep hun eerste live-album uit.
In 2003 verliet Kuular de groep en werd vervangen door Andrey Mongush, een ervaren khöömei- en Toevaanse instrumentenleraar. Mongush's tijd bij de groep was kort en in 2005 werd hij vervangen door Radik Tyulyush, voorheen bekend van Yat-Kha.
Huun-Huur-Tu tekende in maart 2015 bij het managementbedrijf Stallion Era uit Peking en is sindsdien voor verschillende optredens in China geweest.
Het project Terra Incognita Tuva is een samenwerking van de Duitse fotograaf en muziekproducent Ulrich Balß, componist/regisseur Wolfgang Hamm en Huun-Huur-Tu. Terra Incognita Tuva, dat in 2020 werd uitgebracht, is een fotoboek met meer dan 120 foto's van een reis naar nomaden, muzikanten en sjamanen in Toeva, een live-cd van Huun-Huur-Tu uit 2019 en de dvd Geheimen van de khöömei. De dvd werd door Huun-Huur-Tu voor aanvang van hun concerten vertoond

## Bandleden
Kaigal-ool Khovalyg is een buitengewoon getalenteerde, autodidactische boventoonzanger. Khovalyg werkte als herder tot de leeftijd van 21 jaar, tot hij werd uitgenodigd om lid te worden van het Tuvan State Ensemble. Hij vestigde zich in Kyzyl, Toeva, en begon les te geven in keelzang en igil. Hij maakte opnames en trad op met het Toeva Ensemble, Vershki da Koreshki, World Groove Band en het Volkov Trio. Als medeoprichter van Huun-Huur-Tu verliet hij het Staatsensemble in 1993 om zijn aandacht te wijden aan het nieuw gevormde kwartet. Met een bereik van tenor tot bas, staat Khovalyg vooral bekend om zijn unieke vertolking van de zangstijlen khöömei en kargyraa.
Sayan Bapa, kind van een Toevaanse vader en Russische moeder, groeide op in de industriestad Ak-Dovoerak, Rusland. Hij volgde een muzikale opleiding in Kislovodsk, Noord-Kaukasus, waar hij enkele jaren fretloze bas speelde in een Russische jazzrockband. Begin jaren negentig keerde hij terug naar Toeva om zijn roots te bestuderen en werd hij lid van een folkrockband, die traditionele muziek uit Toeva uitvoerde op elektrische instrumenten. Bapa, mede-oprichter van Huun-Huur-Tu, is een veelzijdige snaarinstrumentalist, en treedt op met de doshpuluur, igil en akoestische gitaar. Als zanger specialiseert hij zich in de kargyraa-stijl.
Alexei Saryglar trad in 1995 toe tot het ensemble om Alexander Bapa te vervangen. Hij voltooide zijn muzikale opleiding in Oelan-Oede, Oost Siberië, als percussionist in klassieke en populaire muziek, en werd lid van het grote Russische staatsensemble Siberian Souvenir. Saryglar, een multi-getalenteerde artiest, verdiende zijn sporen als sygyt-zanger en zijn expertise in traditionele percussie en snaarinstrumenten. Net als de andere leden van het ensemble, verblijft hij in Kyzyl, Toeva, wanneer hij niet op tournee is.
Radik Tyulyush groeide op in de buurt van de grens met Mongolië en maakte oorspronkelijk naam door in fusionbands te spelen die traditionele Toevaanse muziek combineerden met rockmuziek. Van zijn grootvader en oom leerde hij de teksten en melodieën van oude Toevaanse liederen en leerde hij keelzang en het bespelen van traditionele instrumenten. Tyulyush is afgestudeerd aan de Kyzyl School of Arts (nationale instrumenten) en Oost-Siberische Staatsacademie voor Cultuur en Kunst. Hij was lid van de fusionrockband Yat-Kha, maar het verlangen naar zijn etnische roots en tradities overheerste. In 2005 nam Radik zijn debuutalbum “Tuva: Spirits of my Land” op, waarna hij werd uitgenodigd bij Huun-Huur-Tu.

## Samenwerking
Sinds de oprichting van de groep heeft Huun-Huur-Tu samengewerkt met muzikanten uit vele genres, zoals Frank Zappa, Johnny "Guitar" Watson, de Kodo-drummers uit Japan, The Moscow Art Trio, het Kronos Quartet, The Chieftains en de Bulgaarse vrouwenzanggroep Angelite. Hun opname "Eternal" is een samenwerking met de elektronische underground muzikant Carmen Rizzo. Huun-Huur-Tu is te horen op drie nummers van het debuutalbum "Bahamut" van de bluesgroep Hazmat Modine uit New York. In januari 2010 kondigde Hazmat Modine plannen aan om opnieuw opnamen te maken met Huun-Huur-Tu.

## Soundtrack
Het lied "Osku Urug" van Huun-Huur-Tu's Radik Tyulyush was te horen in het derde seizoen van de Amerikaanse serie Fargo, aflevering "The Law of Vacant Places". In 2001 stonden verschillende liedjes van Huun-Huur-Tu op de soundtrack van "Atanarjuat THE FAST RUNNER", een winnaar van het Cannes filmfestival in 2001.

## Galerij

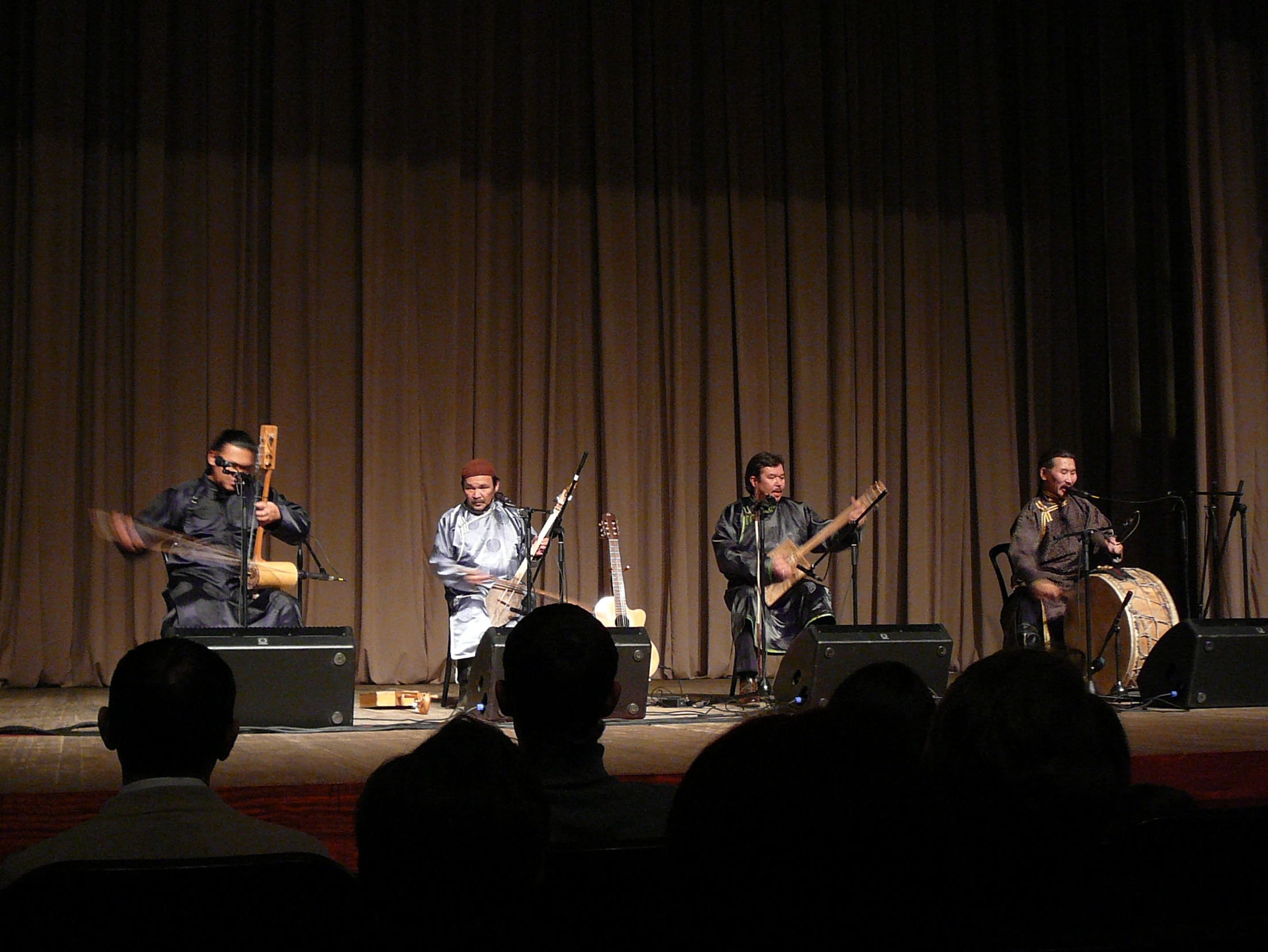
Optreden in Tyumen, 28 oktober 2012: Radik Tyulyush, Kaigal-ool Khovalyg, Sayan Bapa, Alexei Saryglar.
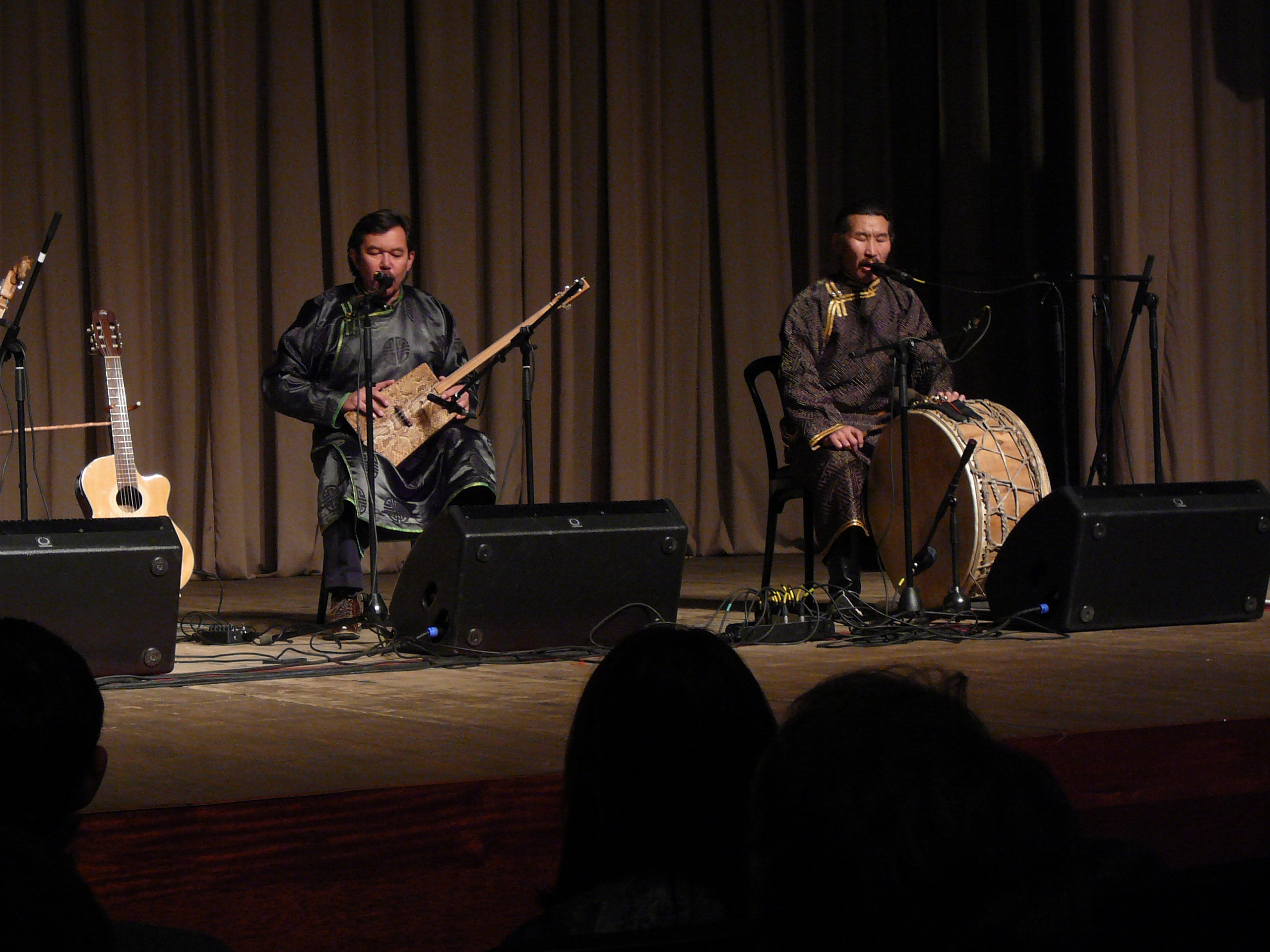
Sayan Bapa & Alexei Saryglar
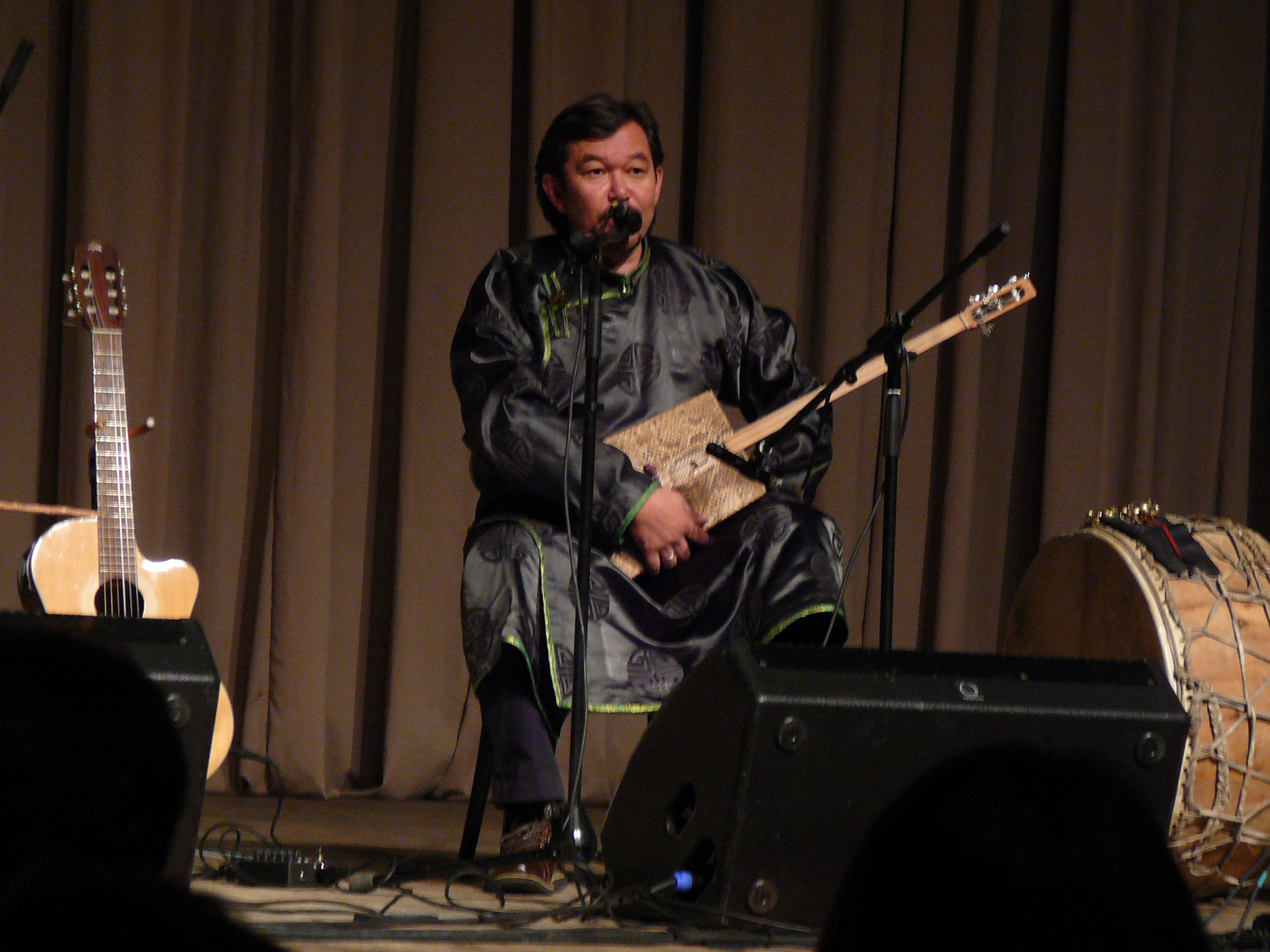
Sayan Bapa
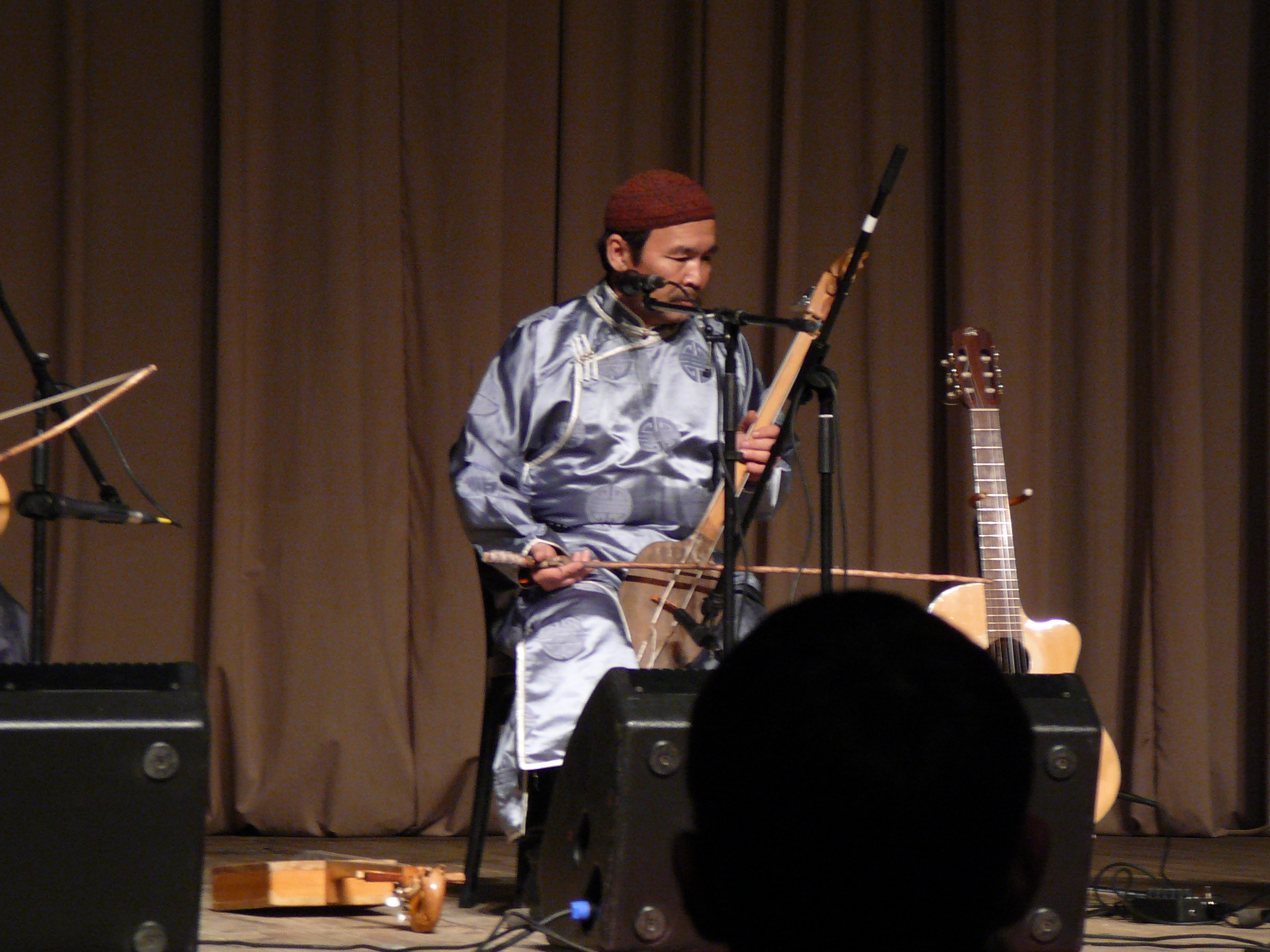
Kaigal-ool Khovalyg

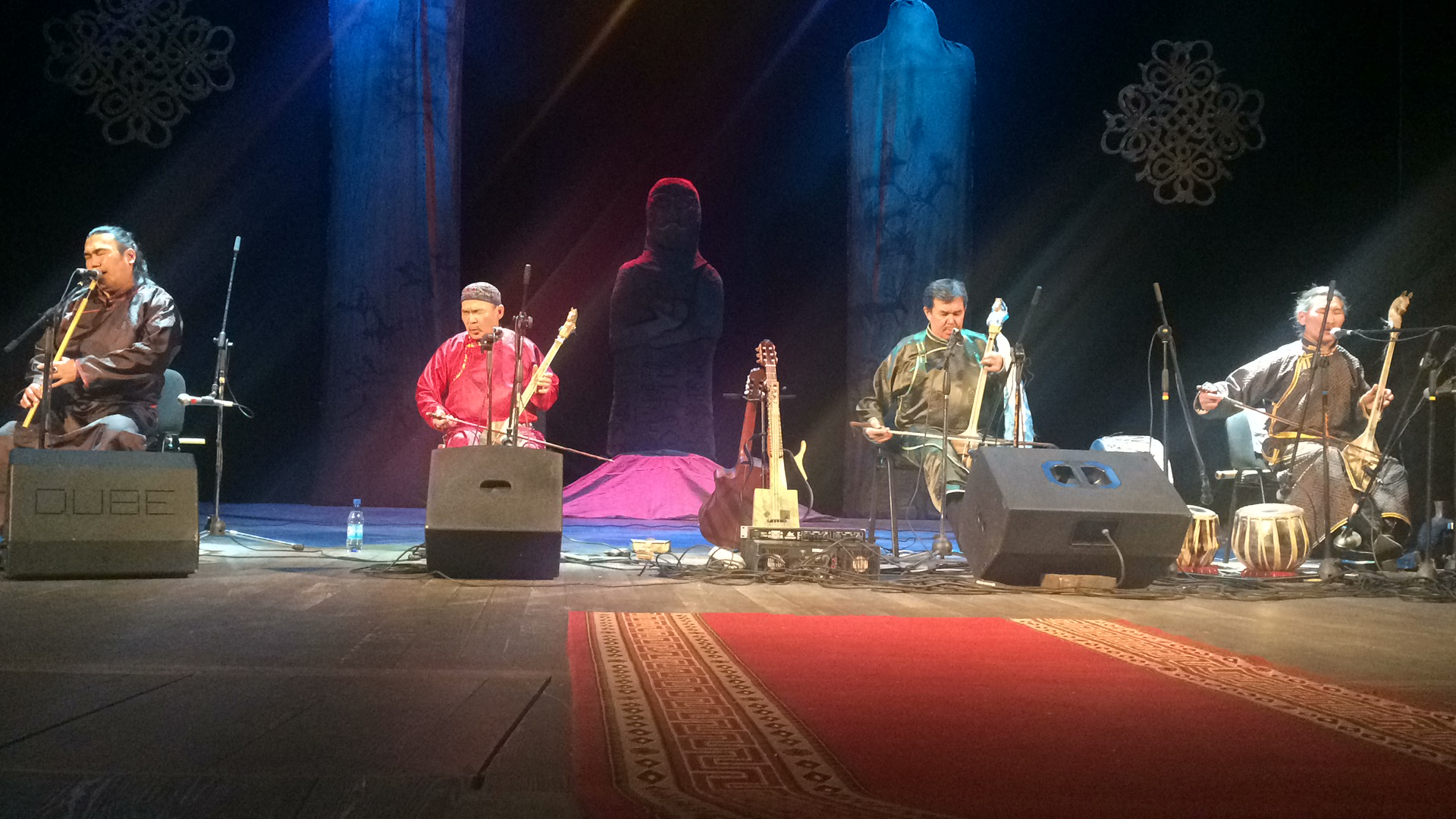
Concert ter ere van de 50e verjaardag van Alexei Saryglar (2016)

## Opnamen
Solo-releases
- 60 Horses In My Herd (1993)
- The Orphan's Lament (1994)
- If I'd Been Born An Eagle (1997)
- Where Young Grass Grows (1999)
- Live 1 [also known as Best * Live] (2001)
- Live 2 (2001)
- More Live (2003)
- Ancestors Call (2010)
- Live at the Triskel (2018)
- Terra Incognita Tuva (2020)

Met The Bulgarian Voices - Angelite & Sergey Starostin:
- Fly, Fly My Sadness (1996)

Met The Bulgarian Voices - Angelite & Moscow Art Trio:
- Mountain Tale (1998)
- Legend (2010)

Met verschillende artiesten (elektronische muziek, remix):
- Spirits from Tuva (2002 & 2003)

Met Malerija (remix album):
- Huun-huur-tu Malerija (2002)

Met Samsonov:
- Altai Sayan Tandy-Uula (2004)

Met Sajncho Namtsjylak:
- Mother-Earth! Father-Sky! (2008)

Met Carmen Rizzo:
- Eternal (2009)

Met Vladimir Martynov (chamber orchestra Opus Posth, singer Mikhail Stepanitch & choir Mlada):
- Children of the Otter (2009)

Samenwerkingen:
Met Marcel Vanthilt:
- I Shoot Dikke Jo, single (1995)

Met Kronos Quartet:
- Early Music (Lachrymae Antiquae) (1997)

18.	"Uleg-Khem" (3:15)
Met Hazmat Modine:
- Bahamut (2007)

2. "It Calls Me" (3:10)
8. "Everybody Loves You" (6:16)
14. "Man Trouble" (11:11)
Met Ross Daly:
- The White Dragon: Alive (2008)